# 拉德恰河
拉德恰河（烏克蘭語：Радча），是烏克蘭的河流，位於該國北部，屬於格雷茲利亞河的支流，流經日托米爾州，河口處在達維德基附近，河道全長13.7公里，支流有羅夫巴河。